# Eva Almazán
Eva Almazán (Pontevedra, 1976) es una traductora gallega que ha traducido al gallego a autores como Paul Auster, James Joyce, Dan Brown, Edgar Allan Poe o J. K. Rowling.

## Reseña biográfica
Se licenció en Traducción e Interpretación en la Universidad de Vigo, y se habilitó como Intérprete Jurada en el Ministerio de Asuntos Exteriores. En 2000, completó los cursos de doctorado en Traducción en la Universidad de Vigo y en 2002, obtuvo el Master en Pragmática y Traducción en la Universidad de Salford, gracias a una beca de la Fundación Barrié y el British Council.
Contribuye a profesionalizar la traducción en el sistema cultural gallego al poner voz a autores como Paul Auster, Martin Amis, Doris Lessing o Edgar Allan Poe. Su labor ha sido distinguida con el Premio de Traducción de la Universidad de Vigo (2004), el Certificado de Honor IBBY (2006), el Premio de la Asociación de Escritores en Lingua Galega (2007) y el Premio Lois Tobío de la Asociación Galega de Editores (2009), entre otros.
Pertenece a la Sección de Traductores de la Asociación Colegial de Escritores de España y a la Asociación de Tradutores Galegos.
Junto con María Alonso Seisdedos, Xavier Queipo y Antón Vialle recibió en noviembre de 2014 el Premio Nacional a la Mejor Traducción por la traducción al gallego de la obra Ulises de James Joyce. El jurado valoró de este trabajo el "haber resuelto brillantemente el desafío y complejidad que supone la amplia combinación de registros, juegos de palabras o alteraciones presentes en el original".

## Premios y reconocimientos
- Premio Nacional a la Mejor Traducción (2014) por la traducción de Ulises, de James Joyce, junto a María Alonso Seisdedos, Xavier Queipo, Antón Vialle.
- Premio Lois Tobío á Traducción, de la Asociación Gallega de Editores (AGE) (2009).
- Premio de la Asociación de Escritores en Lengua Gallega (2007).
- Premio Irmandade do Libro (de la Federación de Libreros de Galicia).
- Premio de Traducción de la Universidad de Vigo (2004) por la traducción al gallego del discurso de Winston Churchill The sinews of peace>.